# 寧寧：女太閤記
《寧寧：女太閤記》是2009年1月2日於東京電視台播出的新春大型時代劇。原作是橋田壽賀子的《女太閤記》。

## 概要
- 自從1981年開播新春大型時代劇系列以來，首次由女性擔綱主演的是「忠臣藏 瑤泉院的陰謀」中之瑤泉院（2007年，稻森泉主演），本劇則是第二度。
- 歷代新春大型時代劇改編NHK大河劇者包括「龍馬來了」（1982年、2004年）、「花之生涯 井伊大老與櫻田門」（1988年）、「宮本武藏」（1990年、2001年）、「赤穗浪士」（1999年）、「國盜物語」（2005年），本劇是第六部。不過本劇與其他五部不同的是，其他五部有小說原著，本劇則無。
- 在NHK大河劇與新春大型時代劇皆擔任過主角的演員，仲間由紀惠是第九位，也是第一位女演員。（過去兩邊皆擔任過主角的有萬屋錦之介、北大路欣也、松本幸四郎 (9代目)、高橋英樹、中村勘三郎 (18代目)、松方弘樹、渡邊謙、西田敏行等八人。）

## 工作人員
- 原作：橋田壽賀子 「女太閤記」
- 編劇：金子成人
- 音樂：篠原敬介
- 主題歌：佐田雅志「向日葵」
- 導演：（第一部）井上昭（第二部）酒井信行（第三部）山下智彥
- 旁白：森光子
- 製作：TV TOKYO、松竹株式會社

## 出演
- 寧寧：仲間由紀惠

- 豐臣秀吉：市川龜治郎

- 織田信長：村上弘明

- 前田利家：原田泰造
- 豐臣秀長：
- 明智光秀：西村和彥
- 石田三成：中村俊介
- 淺井長政：田中實

- 朝日姬：田畑智子
- 智：橫山惠
- 彌彌：星野真里
- 小督：→高橋薰
- 阿初：小林涼子
- 花：守田菜生
- 摩阿姬：坂口梓
- 三好吉房：吉見一豐
- 副田甚兵衛：蟹江一平

- 小笹／茜：小澤真珠
- 松：中山忍
- 大藏卿局：池上季實子
- 孝藏主：吉澤京子
- 佐助：野田裕成→高杉瑞穗
- 梢：仁平裕子

- 森蘭丸：河野朝哉
- 中山又市：金田明夫
- 蜂須賀小六：梨本謙次郎
- 豐臣秀次：濱田岳
- 加藤清正：山田純大
- 小早川秀秋：尾上松也
- 福島正則：樋口浩二
- 池田輝政：西村匡生
- 淺野長政：大柴隼人
- 木下勝俊：和田正人
- 淺野又右衛門：渡邊哲
- 片桐且元：石井英明
- 大野治長：海東健
- 德川秀忠：濱田学
- 松平忠輝：鯨井康介
- 羽柴秀勝：和泉青那
- 豐臣鶴松：伊賀亮
- 豐臣秀頼：中村壹太郎

- 織田信雄：井之上チャル
- 大澤基康：本田博太郎
- 竹中半兵衛：山崎銀之丞
- 鳥居元忠：谷口高史
- 本多正信：名高達男
- 本多正純：市瀨秀和
- 柴田勝家：柴俊夫
- 足利義昭：木下ほうか

- 淀之方：篠原愛實→吹石一惠
- 阿市：高岡早紀

- 仲：十朱幸代

- 德川家康：高橋英樹

## 關連項目
- 女太閤記（NHK大河劇）
- 橋田壽賀子

## 外部連結
- 寧寧〜女太閤記官網 （页面存档备份，存于）